# Идентификация языка
Идентификация языка (англ. language identification), в методике обработки естественного языка — определение языка. Проблема идентификации языка является особым случаем категоризации текста и решается с использованием статистических методов.

## Обзор
Для идентификации языка реализуется архитектура PPRLM (parallel phonemes recognition + language model) с параллельным подключением фонетических распознавателей, обученных на нескольких языках. Фонетическое распознавание производится на основе скрытых марковских моделей (СММ) с помощью алгоритма Витерби.
Для принятия решения о принадлежности речевого сообщения к тому или иному целевому языку реализуется подход с классификатором на основе метода опорных векторов (SVM — support vector machines).
Принцип работы системы, построенной на основе классического PPRLM заключается в следующем:
1. в системе присутствуют несколько фонетических распознавателей;
2. каждый входной звуковой файл распознаётся фонетическими распознавателями;
3. по результирующей последовательности фонем каждого фонетического распознавателя считаются меры близости к модели n-gramm того или иного целевого языка;
4. победившим считается язык с максимальной мерой близости модели n-gramm.

В усовершенствованных системах PPRLM идентификация языка реализуется в виде открытой задачи: производится проверка «принадлежит» / «не принадлежит» обработанный файл целевому языку, решение принимается автоматически с учётом порога установленного пользователем.
К базовому алгоритму добавляются следующие шаги:
1. на результирующую последовательность фонем каждого фонетического распознавателя накладывается модель n-gramm того или иного «опорного» языка и считаются меры близости модели n-gramm к последовательности фонем;
2. полный набор мер близости моделей n-gramm к последовательностям фонем является входным вектором для классификатора SVM;
3. по результату классификации SVM-классификатором принимается решение о принадлежности к целевому языку с помощью сравнения с установленным порогом для каждого целевого языка в отдельности.

Звуковой файл произнесён на целевом языке, если оценка, данная SVM-классификатором, больше порога. При этом звуковой файл может быть отнесён к одному или нескольким языкам одновременно или не отнесён ни к одному из них.

### Библиотеки
- LID — Language Identification in Python: algorithm and code example of an n-gram based LID tool in Python and Scheme by Damir Cavar.
- lid Language Identifier: by Lingua-Systems; C/C++ library and Perl Extension (online demo).
- lc4j, a language categorization Java library, by Marco Olivo.
- Microsoft Extended Linguistic Services for Windows 7: including Microsoft Language Detection.
- Windows 7 API Code Pack for .NET: including managed interfaces for the above.
- NTextCat — free Language Identification API for .NET (C#): 280+ languages available out of the box. Recognizes language and encoding (UTF-8, Windows-1252, Big5, etc.) of text. Mono compatible.
- jsli — pure JavaScript Language Identification library.
- cldr-R library for Chromium-Author’s Compact Language Detection code.
- language-detection: open-source language detection library for Java (forks: lang-guess and language-detector).
- cld2: open-source language detection library for C++ by Google
- GuessLanguage: open-source language detection library for javascript
- GuessLanguage: open-source language detection library for python
- Text LanguageDetect: pear language detect (not maintained currently)
- datagram: open-source MIT JavaScript classification library. Automatically classify and recognize languages of input data. It can be used for any type of classification based on trained data.

### Web-сервисы
- Language Identification Web Service: language detection API (JSON and XML) that detects 100+ languages in texts, websites and documents
- Language Detection API: simple language identification API
- dataTXT-LI: language identification RESTful API, part of dandelion dataTXT semantic API family (named entity extraction, text similarity etc.)
- AlchemyAPI: language identification API, available as SDK and through a RESTfull API (web-based demonstration).
- PetaMem Language Identification: provides a choice between ngram, nvect and smart methods.
- Open Xerox LanguageIdentifier, available in web-based form or through API.
- GlobalNLP: web-based language identification
- Language Detector, Online identification from text or URL and API available for developers.
- What Language Is This? Online language identifier: web-based tool written by Henrik Falck.
- Rosette Language Identifier: product by Basis Technology.
- Language Identifier: product by Sematext; exposes Java API and is available through REST/Webservice.
- G2LI (Global Information Infrastructure Laboratory’s Language Identifier).
- Rosoka Cloud by IMT Holdings provides language ID, entity and relationship extraction RESTfull web services available through Amazon Web Services Marketplace.
- Semantria sentiment and text analytics API which features language detection
- Loque.la Language Detection API: Website language identification with API, (json/XML)
- «Стэл КС» Идентификация языка: API идентификации языка (11 языков)